# Monclar-sur-Losse
 Monclar-sur-Losse  (en occitano Montclar sus l'Òssa) es una población y comuna francesa, ubicada en la región de Mediodía-Pirineos, departamento de Gers, en el distrito de Mirande y cantón de Montesquiou.

## Demografía
| 141 | 118 | 113 | 126 | 125 | 102 |
| Para los censos de 1962 a 1999 la población legal corresponde a la población sin duplicidades (Fuente: INSEE [Consultar]) |     |     |     |     |     |